# Człowiek rozumny

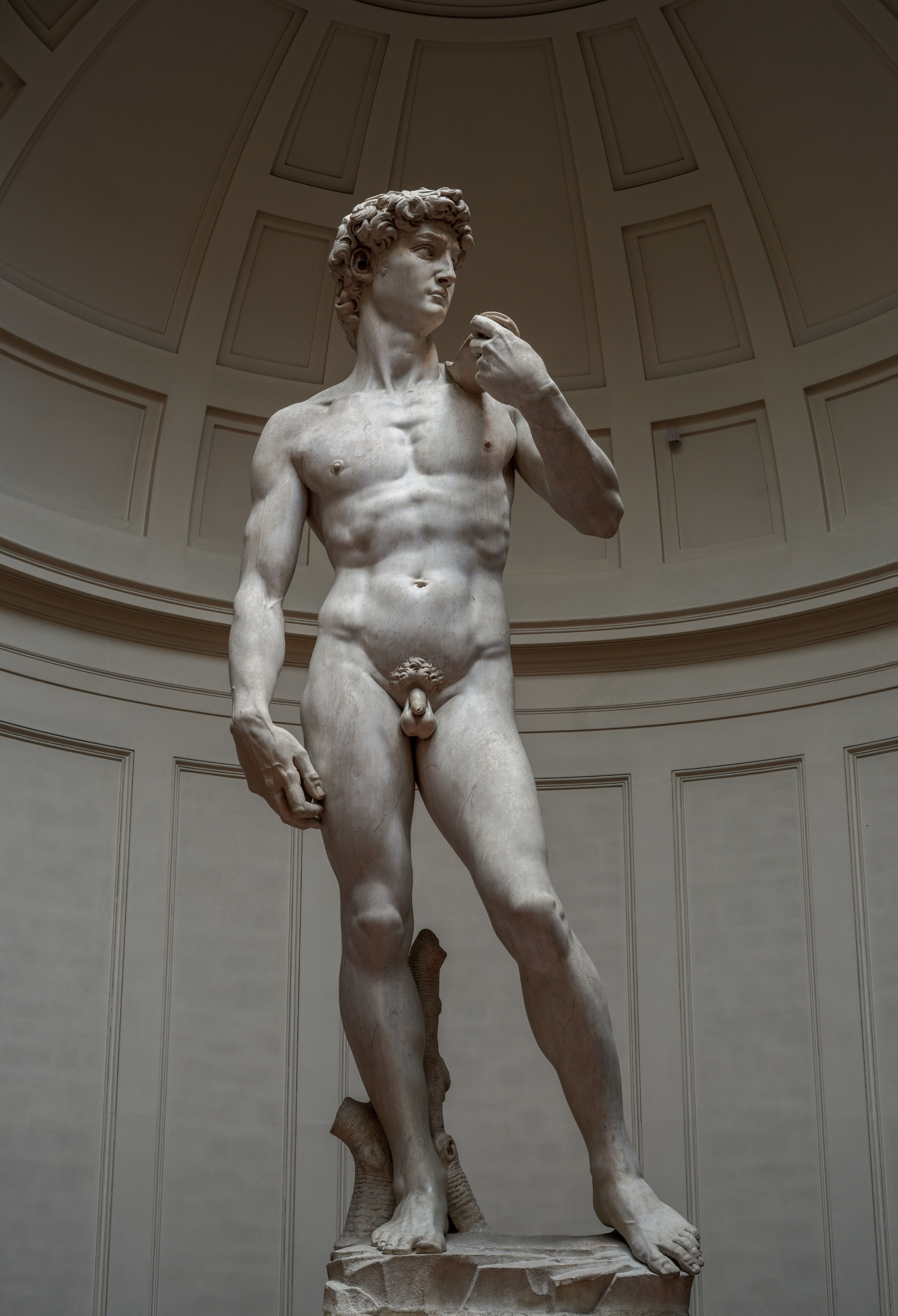
Michał Anioł, Dawid, 1501–1504; wizerunek mężczyzny Homo sapiens

Człowiek rozumny (Homo sapiens) – gatunek ssaka naczelnego, jedyny występujący współcześnie przedstawiciel rodzaju Homo. Charakteryzują go:
- wyprostowana postawa,
- dwunożność,
- wysoko rozwinięta sprawność manualna i umiejętność używania ciężkich narzędzi w stosunku do innych gatunków zwierząt,
- używanie języka bardziej złożonego niż języki zwierzęce,
- większy i bardziej złożony mózg niż u innych zwierząt,
- wysoko rozwinięty instynkt społeczny[2][3].

Razem z szympansami, gorylami i orangutanami współtworzy rodzinę człowiekowatych (Hominidae, wielkie małpy).
Gatunek ten pojawił się najpóźniej 300 tys. lat temu w Starym Świecie, ewoluując z wcześniejszych gatunków człowieka. Dokładniejszy scenariusz był przedmiotem konkurencyjnych spekulacji: teoria wyjścia z Afryki mówi o pojawieniu się go wyłącznie Afryce, za to hipoteza multiregionalna o pochodzeniu także z populacji Eurazji. Był to pierwszy gatunek ludzki, który zasiedlił Nowy Świat. Przez to występuje na wszystkich kontynentach, choć na Antarktydzie ludzki osobnik umie przeżyć tylko tymczasowo, zależnie od kontaktu z innymi obszarami. 
Człowieka rozumnego próbowano dzielić na rasy na podstawie koloru skóry i innych cech. Kategorie jak odmiana czarna (negroidalna), biała (europeidalna) i żółta (mongoloidalna) uznano za umowne, płynne i niewyczerpujące, choć próbowano opierać na nich rasistowskie przepisy niektórych krajów, np. segregację rasową w RPA (apartheid).
W wyniku rewolucji neolitycznej i późniejszych przełomów technologicznych gatunek ten rozmnożył się o całe rzędy wielkości. W latach 20. XXI wieku ludność świata przekroczyła 8 miliardów; proces ten przyczynił się do degradacji środowiska, przez co czasem wyróżnia się epokę geologiczną naznaczoną wpływem ludzkości: antropocen.
Pod względem systemu kojarzeń i seksualności ludzie rozumni bywają zarówno monogamiczni, jak i poligamiczni na różne sposoby (poliginia, poliandria, poligynandria, promiskuityzm). Gatunek ten bywa agresywny, np. mordując innych ludzi, czasem seryjnie lub masowo, niekiedy na poziomie ludobójczym, zwłaszcza w czasie wojen. Zdarza się też kanibalizm; z drugiej strony u ludzi występuje także rozbudowany altruizm, np. dobroczynność, także w stosunku do innych gatunków, zwłaszcza udomowionych. Człowiek rozumny nie jest wolny od autoagresji, w tym samookaleczeń i samobójstw.
Przyszłość tego gatunku jest przedmiotem spekulacji, zarówno bliskich nauce (futurologia), jak i bardziej artystycznych (fantastyka naukowa). Niektóre prognozy mówią o wymarciu, np. w wyniku wojny jądrowej, a inne o kolonizacji Kosmosu, osiągnięciu pierwszego poziomu skali Kardaszowa rozwoju cywilizacji i o różnych formach transhumanizmu mającego zacierać granice tego gatunku lub je przekraczać.

## Ewolucja
Pokrewieństwo i ewolucja ludzi badana jest m.in. za pomocą antycznego DNA, wyekstrahowanego z kości wczesnych hominidów.

### Teoria Leakeyów
Małżeństwo paleontologów, Louis Leakey i Mary Leakey, w latach 60. XX w. postawiło hipotezę, że przed ok. 1,9 miliona lat temu Homo habilis (człowiek zręczny) dał początek gatunkowi Homo erectus (człowiek wyprostowany), z którego mniej więcej 190 tys. lat temu wyewoluowali obecni ludzie. Korzystali oni z odkryć dokonanych w wykopaliskach prowadzonych przez ich synów, Jonathana i Richarda Leakeyów w Wąwozie Olduvai w Tanzanii. Obecnie większość naukowców zgadza się, że Homo habilis jest przodkiem wszystkich późniejszych gatunków z rodzaju Homo, w tym również – choć nie bezpośrednio – człowieka rozumnego.
W 2007 roku z Ileret w Kenii opisano niekompletną kość szczękową (KNM-ER 42703) H. habilis liczącą około 1,44 mln lat, a więc pochodzącą z okresu, w którym żył już H. erectus, co najprawdopodobniej oznacza, że H. erectus nie wyewoluował z H. habilis na drodze anagenezy. W tamtym obszarze odnaleziono również drugą czaszkę (KNM-ER 42700), którą Spoor i inni naukowcy przypisali do H. erectus. W związku z tym postawiono tezę, że dymorfizm płciowy jest słabszy u współczesnych ludzi, niż był u H. erectus, co wskazuje, że nie przypominał on H. sapiens w tak dużym stopniu, jak wcześniej sądzono. Przynależność tej skamieniałości do H. erectus została jednak zakwestionowana przez Karen Baab, która uznała ją za należącą do nieokreślonego gatunku z rodzaju Homo. Ponadto szczątki H. erectus z Dmanisi wykazują te same plezjomorfie co skamieniałości H. habilis, co wspiera hipotezę, że pochodzi on od H. habilis. H. erectus jest z kolei przez większość naukowców uznawany za przodka H. sapiens – prawdopodobnie początek linii ewolucyjnej obejmującej neandertalczyka i człowieka współczesnego dała jedna z populacji H. erectus (sensu lato, przez część naukowców zaliczana do odrębnego gatunku Homo ergaster) żyjących w Afryce. Afrykański H. erectus (czyli H. ergaster) mógł być również przodkiem lub taksonem siostrzanym dla azjatyckich H. erectus.
Według teorii R. Leakeya z lat 60. H. erectus tworzył społeczność podobną do tej, jaką tworzą ludzie obecnie. Miała się ona charakteryzować monogamicznymi związkami i zbieracko-łowieckim trybem życia. Jedyne, co miało różnić gatunek Homo erectus od Homo sapiens według paleontologa, to mniejszy mózg. Zapostulowany w 2007 r. przez Koobi Fora Research Project silniejszy niż do tamtej pory sądzono dymorfizm płciowy u H. erectus oznacza, że samce tego gatunku, podobnie jak gatunku H. habilis, posiadały harem mniejszych od siebie samic, tak jak ma to miejsce u goryli. Przynależność czaszki KNM-ER 42700 do H. erectus – mniejszej od czaszek innych przedstawicieli tego gatunku – jest jednak kwestionowana, a potwierdzenie występowania u niego wyraźnego dymorfizmu płciowego wymaga odnalezienia większej liczby skamieniałości z różnych stanowisk o podobnym wieku geologicznym.

### Teorie poligeniczne
Istnieją też teorie poligeniczne, według których niezależne było powstanie Homo sapiens w różnych miejscach, także w Azji i Europie. Mniej więcej 100 tysięcy lat temu dotarł na Bliski Wschód, ok. 60 tys. lat temu do Australii, a prawie 40 tys. lat temu do Europy (był to tzw. kromaniończyk, czyli człowiek z Cro Magnon – od nazwy stanowiska archeologicznego we Francji).
Do tego gatunku czasami zalicza się następujące podgatunki:
- człowieka współczesnego (Homo sapiens sapiens);
- człowieka kromaniońskiego (Homo sapiens fossilis, czyli Homo sapiens kopalny), którego uważa się za anatomicznie identycznego z człowiekiem współczesnym;
- człowieka współczesnego starszego Homo sapiens idaltu (idaltu oznacza w lokalnym etiopskim języku afar osobę starszą), który wykazuje pewne nieznaczne różnice z człowiekiem współczesnym i został wyodrębniony jako osobny podgatunek.

Trwają również spory, czy człowiek neandertalski, który zamieszkiwał Europę podczas ostatniego zlodowacenia, jest podgatunkiem człowieka rozumnego (i należy go nazywać Homo sapiens neanderthalensis), czy osobnym gatunkiem (Homo neanderthalensis). Wstępnie zsekwencjonowany genom neandertalczyka jest bardziej podobny do genomu ludzi żyjących obecnie na terenach Eurazji niż żyjących w Afryce subsaharyjskiej, co sugeruje, że przepływ genów od neandertalczyków do przodka nie-Afrykańczyków nastąpił jeszcze przed zróżnicowaniem się poszczególnych grup Eurazjatów.

## Anatomia i morfologia

### Wielkość
Wedle badań z 1928 przeprowadzonych przez Martina, dorosły zdrowy człowiek osiąga wzrost w przedziale 1,21–2,00 m; mężczyzna osiąga przeciętnie 1,65 m, kobieta zaś 1,54 m (93% wzrostu mężczyzny), zaznacza się więc dymorfizm płciowy. Maksymalny średni wzrost badacz ten zaobserwował u Szkotów (1,746 m). Spotyka się jednakże osobniki niemieszczące się w tych granicach, określane mianem karłów bądź olbrzymów. Przypadki takie mogą być powodowane zmianami w kościach, chrząstkach lub zaburzeniami hormonalnymi, np. nadczynnością przedniego płata przysadki (tzw. gigantyzm przysadkowy). Wzrost olbrzymi zdarza się częściej niż karłowaty. Najwyższy odnotowany wzrost dorosłego człowieka wynosił 2,72 m (Robert Wadlow), najniższy zaś 0,67 m (Pojawiają się doniesienia o osobnikach niższych, mierzących 0,55 m.)

### Typy konstytucjonalne
Biorąc pod uwagę ludzką sylwetkę, wyróżnia się kilka typów konstytucjonalnych budowy ciała:
- leptosomiczny: o wysmukłej postawie; długiej, wąskiej i płytkiej klatce piersiowej; małej skłonności do odkładania tłuszczu; bardziej podłużnie lub pionowo ułożonych narządach wewnętrznych; wąskiej, długiej, bladej twarzy
- asteniczny: o cechach podobnych jak w typie leptosomicznym, ale silniej wyrażonych
- pykniczny (eurysomiczny): o postawie przysadzistej; kończynach krótkich i grubych; dużej skłonności do odkładania tkanki tłuszczowej; dużej, szerokiej głowie; krótkiej, grubej szyi
- atletyczny: o dobrze rozwiniętych układzie kostnym i mięśniach; tułowiu znacznie zwężającym się od barków w stronę miednicy. Jest to typ pośredni pomiędzy leptosomicznym i pyknicznym

Prócz tego mogą występować też typy patologiczne zwane dysplastycznymi.

### Budowa ogólna

Morfologia człowieka

Budowa ciała ludzkiego przypomina tę spotykaną u innych ssaków, szczególnie zaś u naczelnych, choć występują pewne odrębności niespotykane u innych gatunków. Zwłaszcza w obrębie układu kostnego, ale też np. unerwienia zaznaczają się jeszcze ślady pierwotnej metamerii, zwłaszcza w przypadku zarodka.
Za specyficzną cechę ludzką uchodzi postawa spionizowana. Łączy się z nią budowa stopy, a także kończyn górnych, które dzięki zmianie pozycji nabyły zwiększonych możliwości manipulacyjnych. Dzięki temu rozwinęły się chwytne ręce i stopy przystosowane do chodu. Kończyny ludzkie cechują się charakterystyczną proporcją długości, odbiegającą od spotykanej u innych naczelnych. Wskaźnik długości kończyn górnych w odsetkach dolnych wynosi u człowieka jedynie 78 (u szympansa 106, goryla 117). Sam kręgosłup cechują specyficzne dla człowieka krzywizny (kifozy i lordozy). Ich zadanie stanowi zwiększenie sprężystości, a więc amortyzacja i ochrona mózgowia przed wstrząsami. Liczba kręgów ludzkich nie jest stała, wynosi zwykle 33 lub 34. Składają się na nią:
- 7 kręgów szyjnych (karkowych)
- 12 kręgów piersiowych (grzbietowych)
- 5 kręgów lędźwiowych
- 5 kręgów krzyżowych zrastających się w 1 kość krzyżową
- 4-5 kręgów ogonowych (guziczne)

Pierwsze 3 grupy zaliczane są do kręgów przedkrzyżowych, czyli prawdziwych, dwie ostatnie zaś do rzekomych. U człowieka kręgi guziczne są silnie uwstecznione. Pionizacja przyniosła też ze sobą zmiany w budowie klatki piersiowej, spotykane też u małp człekokształtnych. Zmiana położenia środka ciężkości, który pierwotnie (u zwierząt czworonożnych) leżał pod kręgosłupem, a u człowieka znajduje się przed nim, wymusiła skrócenie wymiaru strzałkowego klatki piersiowej, zwiększenie jej wymiaru poprzecznego i wciągnięcie kręgosłupa do przodu, by zbliżyć go do środka ciężkości. W okresie życia płodowego zmiany te nie zachodzą w zauważalnym stopniu, zmiany proporcji wymiarów klatki dokonują się po urodzeniu.
Czaszka ludzka inaczej niż małpia łączy się z kręgosłupem. U innych naczelnych spotyka się podtrzymujące ją silnie rozwinięte mięśnie barkowe, u człowieka ich brak i bardziej swobodne ułożenie czaszki na kręgosłupie daje jej szersze możliwości wzrostu. Twarzoczaszka w stosunku do mózgoczaszki uległa skróceniu, a nawet wsunięciu pod większą od niej mózgoczaszkę.

## Występowanie
Gatunek człowieka rozumnego występuje bardzo szeroko, nie dorównuje mu w tym względzie żaden inny ssak. Zamieszkuje on wszystkie kontynenty, choć na Antarktydzie nie osiedlił się na stałe. Dodatkowo niewielkie grupy ludzi niekiedy podróżują w pojazdach napędzanych silnikami rakietowymi w kosmos, gdzie okresowo zamieszkują Międzynarodową Stację Kosmiczną i chińską stację kosmiczną.
H. sapiens zasiedla różnorodne środowiska. Posiada zdolność przekształcenia siedlisk na bardziej odpowiadające swym potrzebom dzięki użyciu technologii. Tworzy miasta, w których od 2008 roku żyje przeszło połowa osobników. W ujęciu ekologicznym niezrównoważone wykorzystywanie zasobów środowiska klasyfikuje człowieka jako wysokiego szczeblem drapieżnika.

## Genetyka

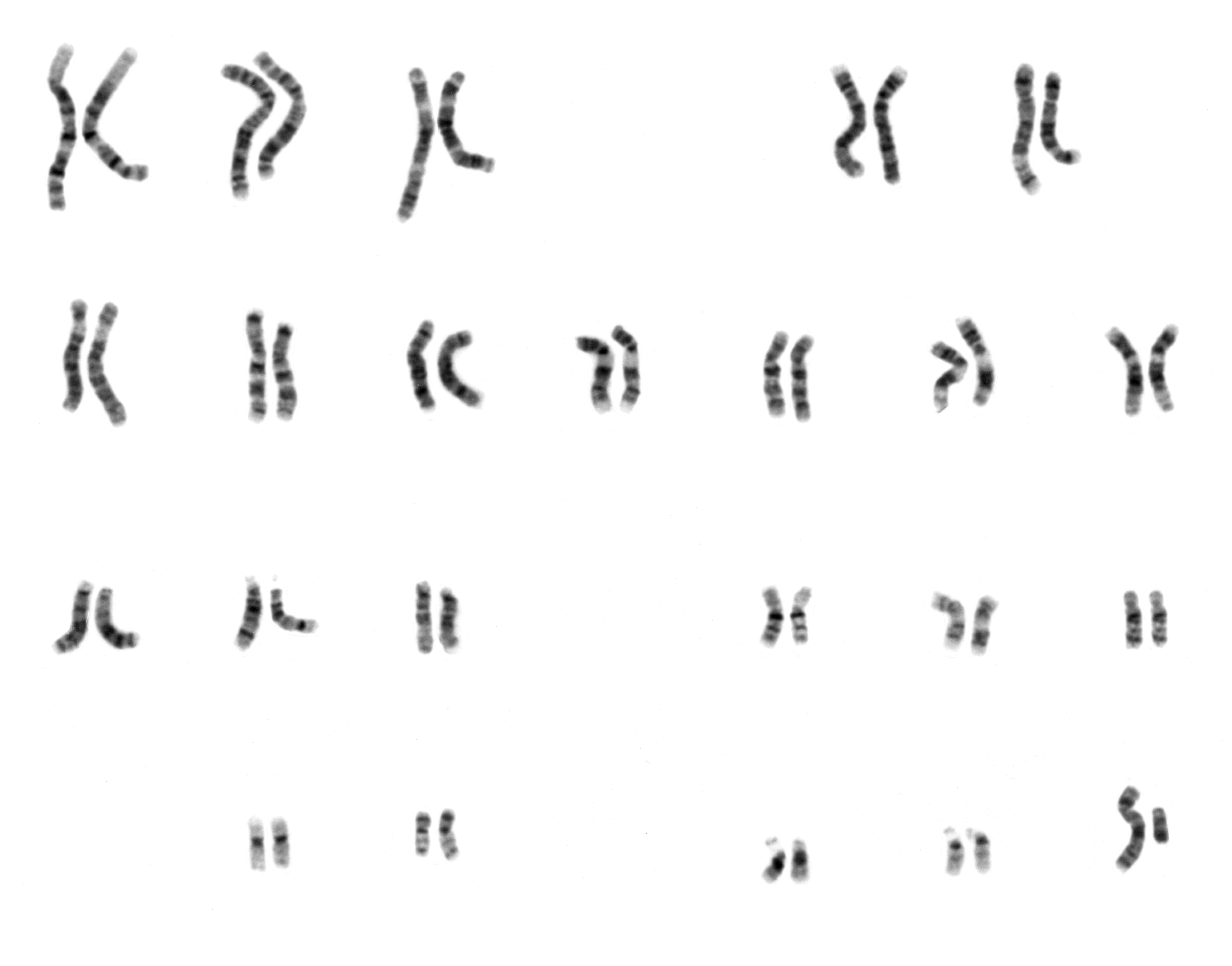
Kariotyp mężczyzny, barwienie metodą Giemsy

Genom jądrowy człowieka rozumnego liczy sobie około 3*109 par zasad, jego masę cząsteczkową szacuje się na 3*1012 D. Jego długość wynosi około 1 m. Geny zajmują w nim około 5%, z czego 3% koduje białka, a pozostałe 2% pełni funkcje regulatorowe. Telomerom przypada w udziale 10%.
Występują 22 pary autosomów i jedna heterosomów, oznaczanych symbolami X i Y. Chromosomy człowieka podzielono na grupy w zależności od ich wielkości, położenia centromeru i rozmieszczenia prążków.
| Grupa | Chromosomy | Opis                                                          |
| ----- | ---------- | ------------------------------------------------------------- |
| A     | 1-3        | duże; 1,3 – metacentryczne; 2 – submetacentryczne             |
| B     | 4-5        | duże, submetacentryczne                                       |
| C     | 6-12, X    | średnie, submetacentryczne                                    |
| D     | 13-15      | duże, akrocentryczne, z satelitami                            |
| E     | 16-18      | 16 – małe, prawie metacentryczne; 17-18 – małe metacentryczne |
| F     | 19-20      | najmniejsze, metacentryczne                                   |
| G     | 21-22, Y   | 21-22 – małe, akrocentryczne, z satelitami                    |

Występuje 10 organizatorów jąderek.
Jego strukturę rozpracował w 1952 James D. Watson. Cały czas trwają prace nad jego poznaniem, w których przodujący wydaje się Projekt Poznania Ludzkiego Genomu (HGP, Human Genome Project), zrzeszający naukowców z 18 państw.
Prócz genomu jądrowego ma on także mitochondrialny DNA. Dziedziczy się inaczej niż jądrowy: prawie w całości po matce (udział genów ojca szacuje się 0,1%). W komórce somatycznej człowieka znajduje się przeciętnie około tysiąca mitochondriów. DNA mitochondrialny to cząsteczka naga i kolista, składająca się u człowieka z 16569 par zasad, w związku z czym nie stanowi nawet 1% całkowitego DNA komórki. Znajdują się tu nieliczne geny:
- 22 odpowiedzialne za tRNA
- 13 kodujących białka
  - ATP-azę – 2 podjednostki
  - cytochrom b
  - dehydrogenazę NADH – 7 podjednostek
  - oksydazę cytochromową – 3 podjednostki

W przeciwieństwie do DNA jądrowego nie występują tu introny. W regionie intercistronowym leży nie więcej niż 87 par zasad, od których rozpoczyna się replikacja. Zdarza się też zjawisko nadpisania. Genom ten, wystawiony na działanie tlenu i wolnych rodników tlenowych, a dysponujący niewielkimi możliwościami naprawy po uszkodzeniach, ulega mutacji dziesięciokrotnie częściej od DNA jądrowego. Zmiany te mogą być przyczyną wielu chorób (encefalomiopatie).

## Liczebność
Całkowitą liczebność tego gatunku szacowano 15 listopada 2022 roku na 8 miliardów. Stale się ona zwiększa.